# Međugorje
Međugorje je naseljeno mjesto u općini Čitluk, u južnoj Hercegovini. Vrlo je posjećeno katoličko marijansko svetište.

## Zemljopisni položaj
Međugorje je smješteno u južnom dijelu Brotnja. 
Područje južne Hercegovine, u kojem se nalazi Međugorje, ima sredozemnu klimu.

## Ukazanja u Međugorju
Međugorje je jedno od najpoznatijih katoličkih hodočasničkih odredišta na svijetu. Postalo je poznato kroz ukazanja Djevice Marije, koja se kao fenomen počela javljati 1981. godine, nakon čega se počeo razvijati vjerski turizam. Od tada je ovo hercegovačko mjesto, uz Sarajevo, jedno od najposjećenijih turističkih odredišta BiH, koje godišnje obiđe oko milijun katolika iz cijelog svijeta. Središte okupljanja je crkva sv. Jakova u središtu mjesta.
Temom Međugorja bavila se Ljiljana Bunjevac Filipović u dokumentarnom filmu Međugorje - evo ti Majke (2011.), čija je scenaristica i redateljica.

## Povijest
Za vrijeme rimskog doba ovo je područje pripadalo naronskom okrugu. Pronađeni su ostaci kasnoantičke bazilike. Međugorje se prvi put spominje 1599. godine, u povijesnim dokumentima, kao autonomna župa. Sadašnja župa osnovana je 1892. godine i posvećena je sv. Jakovu, zaštitniku hodočasnika. Današnja župna crkva dovršena je 1969. godine i posvećena je sv. Jakovu Zebedejevom. Prva crkva građena je 1897. godine, ali nakon Prvog svjetskog rata, zbog nestabilnosti je neupotrebljiva.
Na vrhu brda Križevac, 1933. sagrađen je križ za 1900. godišnjicu razapeća Isusa Krista na kojem se nalazi natpis: Isusu Kristu, Otkupitelju ljudskog roda, u znak svoje vjere, ljubavi i nade, u spomen 1900. godišnjice Muke Isusove. Nakon 24. lipnja 1981. godine piše se drugačija povijest, kada su počela ukazanja Gospe s Isusom. Od tada se Međugorje počelo ubrzano razvijati pružajući hodočasnicima sve potrebne sadržaje za vrijeme njihova posjeta ovom svjetski poznatom odredištu.

## Stanovništvo

### Popisi 1971. – 1991.
| Međugorje          |                |                |                |
| godina popisa      | 1991.          | 1981.          | 1971.          |
| Hrvati             | 1356 (99,19 %) | 1142 (98,53 %) | 1389 (99,64 %) |
| Srbi               | 1 (0,07 %)     | 0              | 0              |
| Muslimani          | 0              | 0              | 0              |
| Jugoslaveni        | 0              | 2 (0,17 %)     | 0              |
| ostali i nepoznato | 10 (0,73 %)    | 15 (1,29 %)    | 5 (0,35 %)     |
| ukupno             | 1367           | 1159           | 1394           |

### Popis 2013.
| Međugorje          |                |
| godina popisa      | 2013.          |
| Hrvati             | 2232 (98,54 %) |
| Bošnjaci           | 4 (0,18 %)     |
| Srbi               | 3 (0,13 %)     |
| ostali i nepoznato | 26 (1,15 %)    |
| ukupno             | 2265           |

## Znamenitosti
- Crkva sv. Jakova u Međugorju
- brdo Križevac
- Pobrdo
- Kip Uskrslog Isusa Krista
- Vrt sv. Franje
- Majčino selo

## Poznate osobe
- Slavko Barbarić - svećenik, franjevac
- Jozo Zovko - svećenik, franjevac
- Jozo Vasilj - svećenik, franjevac, misionar
- Vicka Ivanković Mijatović - vidjelica
- Mirjana Dragičević Soldo - vidjelica
- Marin Čilić – tenisač
- Ivan Dodig – tenisač
- Andrija Stipanović – košarkaš
- Vladimir Vasilj – nogometaš

## Šport
- NK Međugorje

NK Međugorje od 2007. organizira međunarodni nogometni turnir za djecu Međugorje Cup.
- HRK Međugorje

Od 2006. održava se međunarodni rukometni turnir za mlađe kategorije „Stanko Sivrić”, najveći rukometni turnir ove vrste u BIH.
- KK Međugorje
- TK Međugorje
- KK Međugorje

## Galerija
- Križ za 1900. godišnjicu razapeća Isusova s natpisom 33. - 1933.
- Pobrdo s plavim križem.
- Vinograd u Međugorju.
- Kip Gospe Međugorske.

## Vanjske poveznice
|  | Zajednički poslužitelj ima još gradiva o temi Međugorje |

- Službene stranice župe
- Gospa iz Međugorja
- Međugorje Info